# Tula Mountains
Tula Mountains är ett berg i Antarktis. Det ligger i Östantarktis. Australien gör anspråk på området. Toppen på Tula Mountains är 958 meter över havet.
Terrängen runt Tula Mountains är kuperad åt sydväst, men åt nordost är den platt. Trakten är obefolkad. Det finns inga samhällen i närheten. 